# Route nationale 20 (Luxemburg)
Die Route nationale 20 oder kurz N20 ist eine luxemburgische Hauptstraße, die aufgrund ihrer geringen Länge von nur 2,2 km vollständig innerhalb des Kantons Clervaux verläuft und allenfalls lokale Bedeutung aufweist, aber trotzdem als Nationalstraße klassifiziert ist.

## Aktueller Verlauf
Die N20 zweigt bei Wintger-Feitsch von der N  ab und führt in Richtung Westen über Allerborn in Richtung der Grenze zwischen  Luxemburg/ Belgien die nachdem sie über den Wemperbaach überquert hat, auf der Höhe der Gossemaark LB246 (sh. Bild) passiert.
Kurz hinter der Grenze geht die N20 nahtlos in die belgische N874 über, die in Richtung Bastogne führt.

## Historische Entwicklung
Das Projekt zum Bau einer Verbindungsstraße zwischen der „Route de Wiltz“ verlaufend in nördliche Richtung zur belgischen Grenze taucht erstmalig im Mémorial mit Datum vom 27. Dezember 1870 auf. Die Zuteilung eines Projektkostenbudgets erfolgte per Gesetz vom 13. Dezember 1870 in Höhe von 25.000,-- LUF durch den belgischen König, der zugleich in Personalunion luxemburgischer Großherzog war.
Das Projekt, eine auf belgischem Territorium bereits begonnene neue Straße in Richtung belgisch/luxemburgische Grenze bei Longvilly und Bastogne fortzuführen, sah für die zweiten Hälfte der 1860er Jahre eine Projektumsetzung vor.
Der Trassenverlauf wurden per „Arrêté royal grand-ducal“ am 10. Januar 1871 festgelegt. Die Arbeiten sollen am 15. November 1871 beginnen und mit Gesamtkosten in Höhe von 24.729,-- LUF; darunter 8.322,-- LUF für unvorhersehbare Kosten.

### Fotogalerie

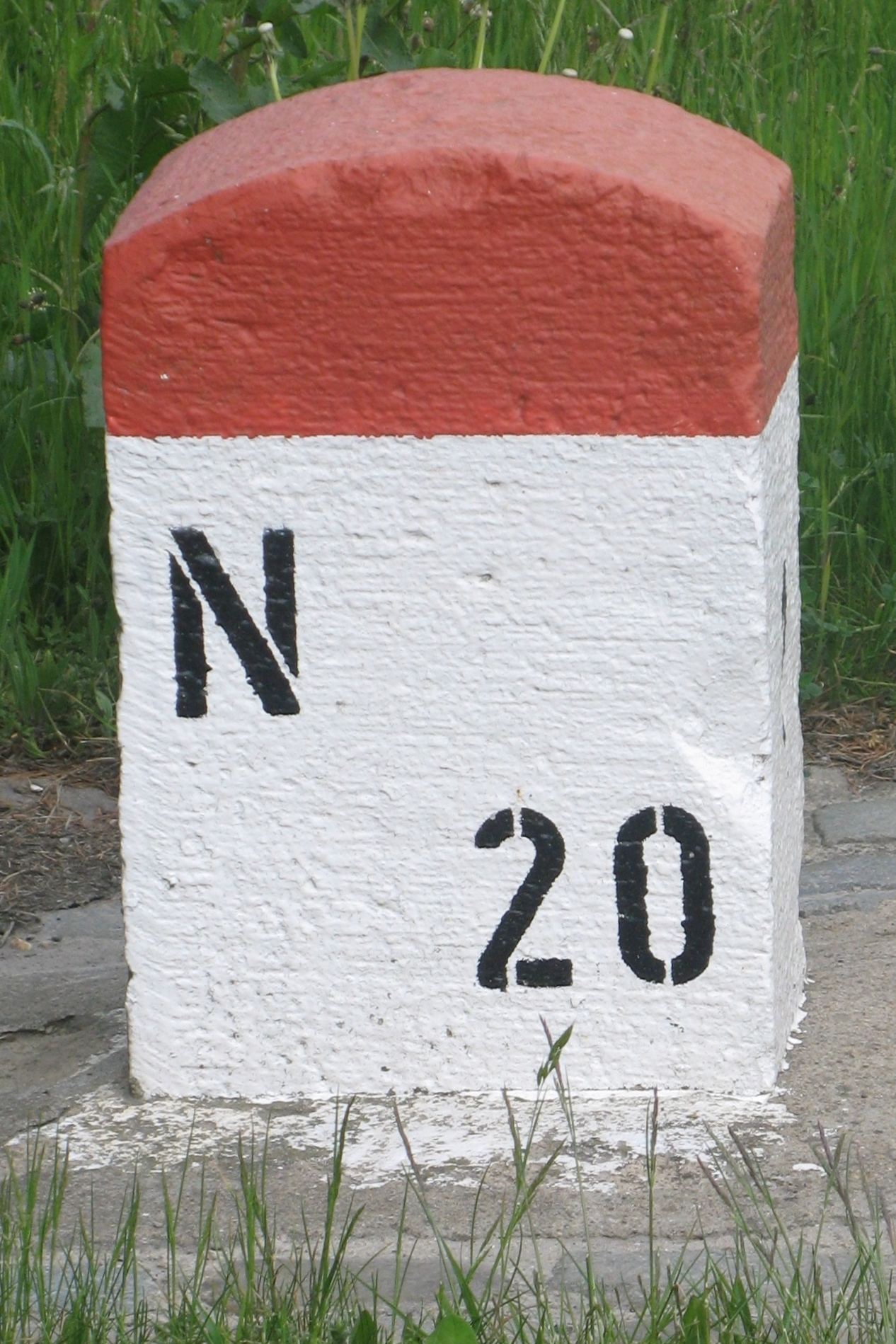
Ein Kilometerstein entlang der N20
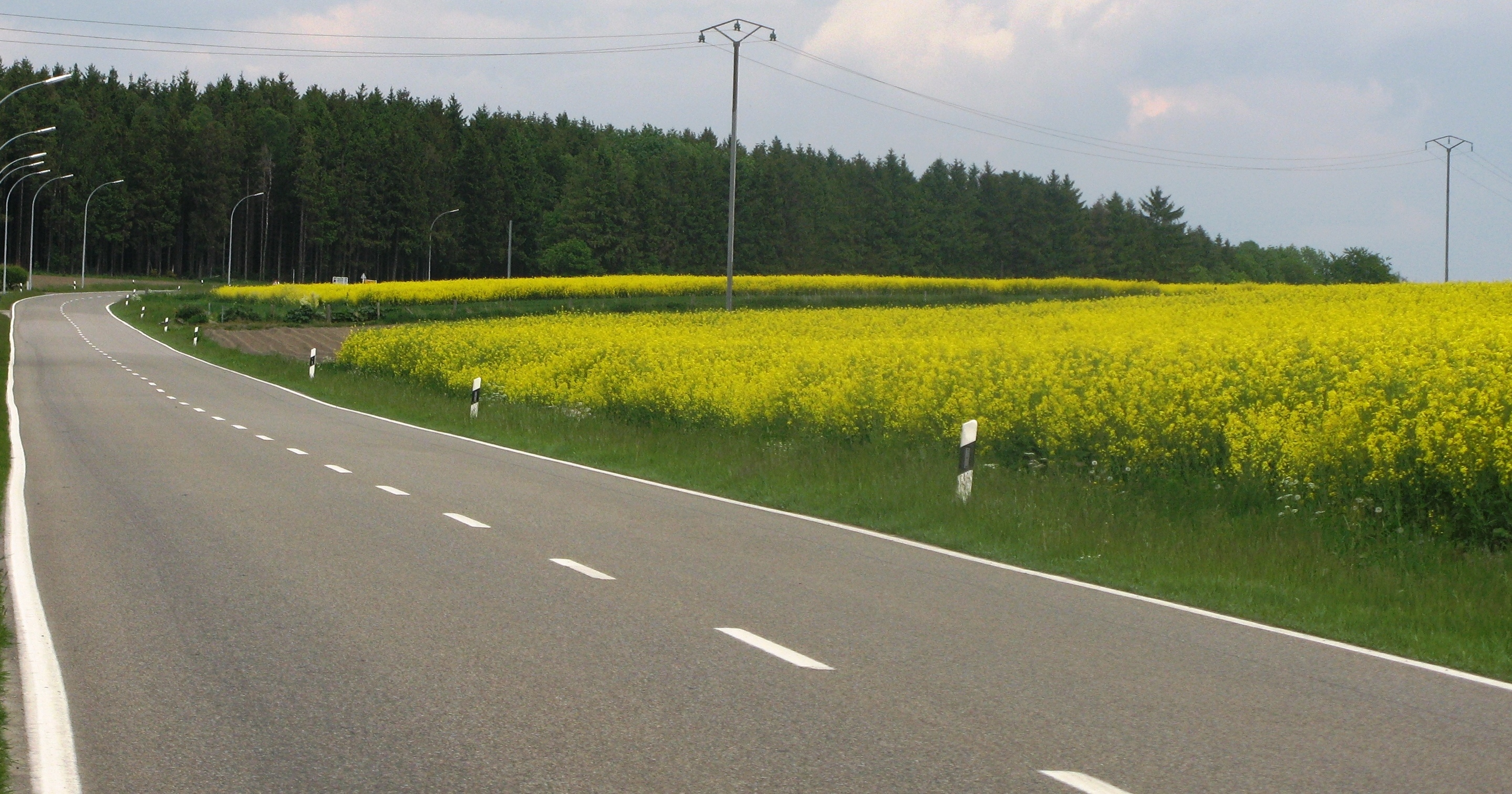
Die N20 bei Allerborn in Richtung Wintger-Féitsch